# Remetea (Harghita)
Remetea é uma comuna romena localizada no distrito de Harghita, na região histórica da Transilvânia. A comuna possui uma área de 106.00 km² e sua população era de 6261 habitantes segundo o censo de 2007.